# Tohma Çayı
Der Tohma Çayı ist ein rechter Nebenfluss des Euphrat in Ostanatolien.
Der Tohma Çayı entspringt im Tahtalı-Gebirge westlich der Kreisstadt Gürün in der Provinz Sivas. Er fließt anfangs in östlicher Richtung. Die Fernstraße D300 folgt dem Flusslauf. Der Tohma Çayı passiert Gürün und wendet sich später nach Süden. Er durchschneidet nördlich von Darende das Bergland in einer tiefen Schlucht. Auf einem 8 km langen Flussabschnitt wird Rafting angeboten. Der Tohma Çayı durchfließt die Stadt Darende und wendet sich allmählich nach Osten. Der Ayvalı-Tohma Çayı, sein wichtigster Nebenfluss, mündet linksseitig bei Flusskilometer 52,5 in den Tohma Çayı.
Im Unterlauf wird der Fluss von der Medik-Talsperre aufgestaut.
Der Tohma Çayı mündet schließlich 20 km nördlich der Provinzhauptstadt Malatya in einen westlichen Seitenarm des Karakaya-Stausees.
Der Tohma Çayı hat eine Länge von etwa 150 km.